# Rio Pardo (vattendrag i Brasilien, lat -24,67, long -48,68)
Rio Pardo är ett vattendrag i Brasilien. Det ligger i den södra delen av landet, 1 000 km söder om huvudstaden Brasília.
I omgivningarna runt Rio Pardo växer i huvudsak städsegrön lövskog. Runt Rio Pardo är det mycket glesbefolkat, med 4 invånare per kvadratkilometer.